# Michel Camilo (album)
Michel Camilo è un album in studio del pianista dominicano Michel Camilo, pubblicato nel 1988 dalla Portrait Records.

## Descrizione
Il disco fu registrato il 30 e 31 gennaio ed il 1º febbraio del 1988 al Clinton Recording Studios di New York (Stati Uniti).

## Tracce
Lato A
1. Suite Sandrine Part 1 – 6:10 (Michel Camilo)
2. Nostalgia – 3:13 (Michel Camilo)
3. Dreamlight – 5:19 (Michel Camilo)
4. Crossroads – 4:34 (Michel Camilo)
5. Sunset (Interlude/Suite Sandrine) – 3:12 (Michel Camilo)

Lato B
1. Yarey – 4:25 (Michel Camilo)
2. Pra Voce (For Tania Maria) – 4:24 (Michel Camilo)
3. Blue Bossa – 3:52 (Kenny Dorham)
4. Caribe – 6:56 (Michel Camilo)

## Musicisti
- Michel Camilo - pianoforte
- Marc Johnson - basso (brani: A1, A2, A3 e A4)
- Lincoln Goines - basso (brani: B1, B2 e B4)
- Dave Weckl - batteria (brani: A1, A2, A3 e A4)
- Joel Rosenblatt - batteria (brani: B1, B2 e B4)
- Mongo Santamaría - congas